# Jacarilla
Jacarilla község Spanyolországban, Alicante tartományban. Lakosainak száma 2122 fő (2024). Jacarilla Benejúzar, Bigastro és Orihuela községekkel határos.

## Népesség
A település lakosságának változását az alábbi diagram mutatja:
| Lakosok száma | 1575 | 1686 | 1813 | 2096 | 2102 | 1947 | 1939 | 2022 | 2030 | 2122 |
|               | 2001 | 2004 | 2006 | 2009 | 2011 | 2014 | 2016 | 2019 | 2021 | 2024 |